# سرود ملی برزیل
سرود ملی برزیل (Hino Nacional Brasileiro) توسط فرانسیسکو مانوئل دا سیلوا در سال ۱۸۳۱ ساخته شد و پیش از آن‌که در سال ۱۹۲۲ با فرمانی از سوی رئیس‌جمهور اپیتاسیو پسوآ اشعار رسمی و نهایی‌اش را دریافت کند، دست‌کم دو مجموعه شعر غیررسمی بر آن نهاده شده بود. این اشعار، پس از چندین ویرایش، بر پایهٔ نسخه‌ای بودند که خواکین اوسوریو دوکه-استرادا در سال ۱۹۰۹ سروده بود.
گفته می‌شود که این اشعار از نظر سبک پارناس و از نظر محتوا رمانتیسم هستند.

## تاریخچه

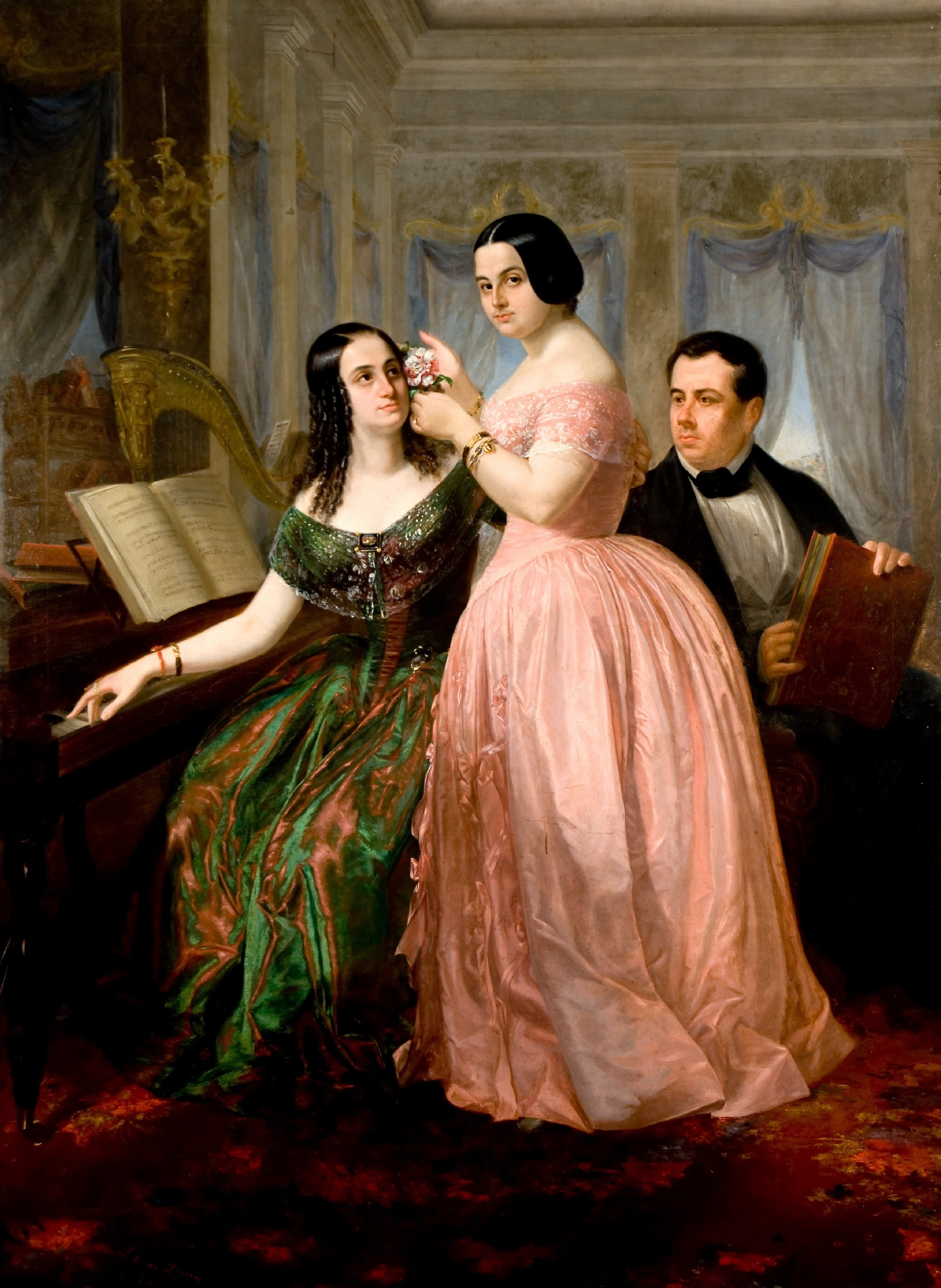
فرانسیسکو مانوئل، رهبر ارکستر، در حال دیکته‌کردن سرود ملی، اثر ژوزه کوریا د لیما، ۱۸۵۰

ملودی سرود ملی برزیل توسط فرانسیسکو مانوئل دا سیلوا ساخته شد و نخستین بار در آوریل ۱۸۳۱ به عموم معرفی گردید. در ۷ آوریل ۱۸۳۱، امپراتور اول برزیل، پدروی یکم، از تاج و تخت کناره‌گیری کرد و چند روز بعد راهی اروپا شد و پسر پنج‌ساله‌اش، پدروی دوم را بر جای گذاشت.
از هنگام استقلال برزیل در سال ۱۸۲۲ تا هنگام کناره‌گیری پدرو اول در ۱۸۳۱، سرودی که خود پدرو ساخته بود، به‌عنوان سرود ملی استفاده می‌شد؛ این سرود که جشن استقلال کشور را گرامی می‌داشت، اکنون با عنوان سرود استقلال، یکی از ترانه‌های رسمی میهنی باقی مانده است. اما بلافاصله پس از کناره‌گیری پدرو اول، محبوبیت این سرود رو به افول گذاشت.
فرانسیسکو مانوئل دا سیلوا در این فرصت، اثر خود را ارائه داد و سرود او در ۱۳ آوریل ۱۸۳۱ برای نخستین بار به‌صورت عمومی نواخته شد. در همان روز، کشتی حامل امپراتور پیشین بندر ریو دو ژانیرو را ترک کرد. این تاریخ (۱۳ آوریل) امروزه به‌عنوان «روز سرود ملی برزیل» در تقویم‌های رسمی ثبت شده است.
دربارهٔ تاریخ دقیق ساخت این موسیقی، میان تاریخ‌نگاران اختلاف‌نظر وجود دارد. برخی بر این باورند که سیلوا در چهار ماه پایانی سال ۱۸۲۲ این اثر را برای بزرگداشت استقلال (که در ۷ سپتامبر ۱۸۲۲ اعلام شد) نوشت؛ برخی دیگر آن را متعلق به اوایل ۱۸۲۳ می‌دانند؛ و گروهی نیز اعتبار مستندات مربوط به سال‌های ۱۸۲۲ یا ۱۸۲۳ را رد کرده و می‌گویند این اثر در واقع در همان سال ۱۸۳۱ نوشته شده است. در هر حال، این سرود تا هنگام اجرای عمومی‌اش در ۱۳ آوریل ۱۸۳۱ ناشناخته باقی مانده بود. از نظر سبک موسیقایی، این اثر یادآور موسیقی رمانتیک اولیهٔ ایتالیاست، مشابه آثار جواکینو روسینی.
در آغاز، آهنگ فرانسیسکو مانوئل دا سیلوا با اشعاری از قاضی استیناف، اوویدیو سارایوا ده کاروالیو ئه سیلوا همراه شد، اما نه به‌عنوان سرود ملی، بلکه به‌عنوان سرودی برای بزرگداشت کناره‌گیری پدرو اول و آغاز سلطنت پدرو دوم. این اثر در آن دوران با عنوان «سرود ۷ آوریل» شناخته می‌شد. اشعار سارایوا به‌زودی کنار گذاشته شد، زیرا ضعیف و حتی در مواردی توهین‌آمیز نسبت به پرتغالی‌ها تلقی می‌شد. اما خود موسیقی محبوبیت یافت و از سال ۱۸۳۷ در تمام مراسم عمومی، بدون شعر، نواخته می‌شد.
هرچند در دورهٔ امپراتوری هیچ قانون مشخصی برای اعلام رسمی این آهنگ به‌عنوان سرود ملی صادر نشد، اما چنین تصمیمی ضروری دانسته نمی‌شد. در آن زمان، سرود ملی از طریق عرف و سنت پذیرفته می‌شد؛ بنابراین، از سال ۱۸۳۷ که این آهنگ در تمام آیین‌های رسمی اجرا می‌شد، عملاً به‌عنوان سرود ملی برزیل شناخته شده بود.
در سال ۱۸۴۱، مجموعه‌ای جدید از اشعار برای بزرگداشت رسیدن پدرو دوم به سن قانونی و تاج‌گذاری او پیشنهاد شد؛ این اشعار، با وجود محبوبیت اولیه، نیز ضعیف ارزیابی شده و خیلی زود کنار گذاشته شدند. این‌بار خود امپراتور پدرو دوم فرمان داد که در مراسم رسمی، سرود باید بدون شعر نواخته شود. او تصریح کرد که اثر فرانسیسکو مانوئل دا سیلوا به‌عنوان سرود ملی امپراتوری برزیل باید بدون کلام در تمام موقعیت‌هایی که شخص امپراتور در آن حضور دارد ــ چه در رویدادهای نظامی و چه در مراسم غیرنظامی ــ اجرا شود. این آهنگ همچنین در محافل دیپلماتیک خارج از کشور، یا در حضور امپراتور برزیل نیز نواخته می‌شد.
در دوران امپراتوری، آهنگساز و پیانیست آمریکایی لوئیس مورو گاتشالک که در آن زمان در ریو دو ژانیرو اقامت داشت، دو قطعهٔ موسیقی کلاسیک میهن‌پرستانه بر پایهٔ سرود ملی برزیل ساخت که در آن زمان محبوبیت زیادی یافتند: «مارش باشکوه برزیلی» (Marcha Solene Brasileira با املای امروزی پرتغالی یا Marcha Solemne Brazileira به‌شیوهٔ نگارشی آن زمان) و «فانتزی باشکوه بزرگ بر پایهٔ سرود ملی برزیل» (Grande Fantasia Triunfal sobre o Hino Nacional Brasileiro). اولی به امپراتور پدرو دوم تقدیم شده بود و دومی به ولیعهد، ایزابل، شاهزادهٔ سلطنتی برزیل. این آثار در سبکی مشابه آثار ملی‌گرایانه‌ای بودند که در همان دوره در دیگر کشورها نیز ساخته می‌شدند، مانند «فانتزی بر سرود ملی روسیه» اثر شارل گونو. فانتزی باشکوه گاتشالک که مدت‌ها فراموش شده بود، در سال ۱۹۸۵، هم‌زمان با آغاز جمهوری نوین برزیل و روند گذار به دموکراسی پس از دیکتاتوری نظامی برزیل (۱۹۶۴–۱۹۸۵)، دوباره محبوب شد و در مراسم تشییع جنازهٔ رئیس‌جمهور منتخب تانکردو نوس نواخته شد.
پس از اعلام جمهوری در سال ۱۸۸۹، رهبران جمهوری‌خواه جدید مسابقه‌ای برگزار کردند تا سرودی تازه برای جمهوری برگزینند. در این رقابت، لئوپولدو میگز آهنگ و مدیروس ئه آلبوکرکی اشعار را ساختند و برنده شدند. اما در پی اعتراض‌های عمومی نسبت به کنار گذاشتن آهنگ قدیمی، رئیس دولت موقت، دیودورو دا فونسکا، اثر فرانسیسکو مانوئل دا سیلوا را به‌طور رسمی به‌عنوان سرود ملی جمهوری جدید تأیید کرد و آهنگ ساختهٔ میگز و آلبوکرکی را به‌عنوان سرود اعلام جمهوری نام‌گذاری نمود. گفته می‌شود که خود دیودورو نیز به آهنگ قدیمی علاقه بیشتری داشت. فرمان شمارهٔ ۱۷۱ دولت موقت، که در ۲۰ ژانویهٔ ۱۸۹۰ صادر شد، آهنگ فرانسیسکو مانوئل دا سیلوا را ــ که پیش‌تر نیز سرود رسمی امپراتوری برزیل بود ــ به‌عنوان سرود رسمی جمهوری نوین برزیل اعلام کرد.
در نخستین سال‌های جمهوری اول برزیل، سرود ملی همچنان بدون اشعار رسمی اجرا می‌شد، اما مجموعه‌هایی از اشعار مختلف پیشنهاد شد و حتی برخی از ایالت‌های برزیل نسخه‌های محلی خود را پذیرفتند. این وضعیت تا سال ۱۹۲۲ ادامه یافت، زمانی که در جریان جشن‌های صدمین سال استقلال، نسخه‌ای تعدیل‌شده از اشعار خواکین اوسوریو دوکه-استرادا که نخستین بار در سال ۱۹۰۹ سروده شده بود، به‌طور رسمی پذیرفته شد.
اشعار رسمی سرود ملی برزیل با فرمانی از سوی رئیس‌جمهور اپیتاسیو پسوآ (فرمان شمارهٔ ۱۵٬۷۶۱ سال ۱۹۲۲) در تاریخ ۶ سپتامبر ۱۹۲۲ اعلام شد؛ این اقدام در اوج جشن‌های صدمین سالگرد استقلال صورت گرفت. این فرمان ریاست‌جمهوری بر اساس مجوزی صادر شد که کنگره ملی برزیل طی فرمان تقنینی در تاریخ ۲۱ اوت ۱۹۲۲ صادر کرده بود. همچنین، پیش از صدور فرمان رسمی رئیس‌جمهور برای تأیید اشعار دوکه-استرادا، دولت فدرال توافق‌نامه‌ای با شاعر امضا کرد که طی آن حقوق کامل معنوی اشعار به اتحادیه فدرال واگذار شد و مبلغ توافق‌شدهٔ «۵۰۰۰ رئیش» (پنج کُنتو، واحد پول آن دوره) به شاعر پرداخت گردید.
در ۷ سپتامبر ۱۹۲۲، درست در روز صدمین سالگرد استقلال، نخستین پخش رادیویی در برزیل آغاز شد و در آن، اجرای سرود ملی با اشعار جدید به‌همراه سخنرانی رئیس‌جمهور اپیتاسیو پسوآ ــ نخستین سخنرانی رادیویی یک رئیس‌جمهور برزیل ــ پخش گردید.
مطابق قانون اساسی برزیل که در سال ۱۹۸۸ به تصویب رسید، سرود ملی یکی از چهار نماد ملی کشور است، در کنار پرچم برزیل، نشان ملی برزیل و مهر ملی برزیل. قوانین مربوط به نمادهای ملی در قانون شمارهٔ ۵٬۷۰۰ مصوب ۱ سپتامبر ۱۹۷۱ تدوین شده‌اند و نحوه و زمان اجرای سرود را با جزئیات دقیق مشخص می‌کنند.
موسیقی سرود ملی در اصل برای اجرا با ارکستر سمفونیک تنظیم شده بود؛ برای اجرای آن با گروه‌های موزیک نظامی، مارشی که توسط آنتائو فرناندس ساخته شده در سازبندی گنجانده شده است. این تنظیم، که از دیرباز استفاده می‌شد، با قانون سال ۱۹۷۱ رسمیت یافت. همین قانون، تنظیم سنتی آوازین در گام فا ماژور، ساختهٔ آلبرتو نپوموسنو، را نیز به‌عنوان نسخهٔ رسمی آوازی تأیید کرد.
از آنجا که تنظیم آوازی سنتیِ نپوموسنو برای اشعار دوکه-استرادا در سال ۱۹۷۱ رسمیت یافت، دیگر تنظیم‌های آوازی (و نیز تنظیم‌های سازی غیررسمی که با نسخهٔ قانونی تفاوت دارند) رسمی شمرده نمی‌شوند. به همین دلیل، در دورهٔ باقی‌ماندهٔ دیکتاتوری نظامی برزیل (تا سال ۱۹۸۵)، اجرای سرود با هرگونه تنظیم هنری که با نسخهٔ رسمی تفاوت داشت ممنوع بود و دربارهٔ کاربرد نمادهای ملی و اجرای این قانون، نظارتی سخت‌گیرانه اعمال می‌شد. پس از بازگشت کشور به دموکراسی، آزادی هنری بیشتری در اجرای سرود ملی مجاز شد. برای نمونه، اجرای خواننده فافا ده بلن از سرود ملی، که در واپسین روزهای دیکتاتوری مورد انتقاد قرار گرفته بود، امروزه پذیرفته شده و مورد احترام است. با این حال، گرچه استفاده از تنظیم‌های متفاوت امروزه آزاد است (و مفاد قانونی که مانع آن بودند دیگر اجرا نمی‌شوند، به‌استناد آزادی بیان در قانون اساسی)، اما تنها زمانی یک اجرای سرود ملی «رسمی» تلقی می‌شود که با تنظیم و سازبندی قانونی منطبق باشد. با این‌که اجرای نسخه‌های دیگر مجاز است، نسخهٔ سنتی نپوموسنو چنان جا افتاده است که اجرای سرود با تنظیم‌های دیگر به‌ندرت دیده می‌شود؛ حتی خوانندگان سرشناس نیز معمولاً تنها نسخهٔ رسمی آوازی نپوموسنو را اجرا می‌کنند.
سرود ملی به زبان رسمی کشور، یعنی زبان پرتغالی، اجرا می‌شود.

## اشعار
این سرود از دو بند پشت‌سرهم تشکیل شده است. تصویب اشعار دارای دو بند در سال ۱۹۲۲، وضعیتی به‌وجود آورد که اکنون موسیقی سرود برای امکان خواندن هر دو بند، دو بار اجرا می‌شود.
قانون برزیل تصریح می‌کند که در اجراهای بی‌کلام سرود، موسیقی که در گام سی بمل ماژور نوشته شده، تنها یک‌بار نواخته شود (بنابراین در اجراهای سازیِ بدون آواز، تکرار موسیقی اختیاری است)، اما در اجراهای آوازی، هر دو بند باید خوانده شوند (در گام فا ماژور).
در برخی اجراهای ویژه برای رویدادهای ورزشی، نسخه‌هایی با ساختار و طول متفاوت استفاده می‌شود. برای مثال، در مسابقات فیفا، تنها سه بند آغازین از بند اول اجرا می‌شود و سپس پایان‌بندی سازی پخش می‌گردد. در بازی‌های المپیک، نسخه‌ای پخش می‌شود که در آن ابتدا بخش آغازین و پایانی بند نخست خوانده شده، سپس بخش همسرایی و پایان موسیقایی اجرا می‌گردد. در غیر این صورت، اجرای رسمی سرود معمولاً شامل بخش مقدمه، بند نخست، همسرایی و پایان است. بند دوم در اغلب مراسم رسمی اجرا نمی‌شود.
در اشعار، اشاره به رودخانهٔ ایپی‌رانگا در مصرع نخست، اشاره دارد به جویباری در نزدیکی (و اکنون جزئی از) شهر سائو پائولو که در کنار آن شاهزاده دوم پدرو، امپراتور آینده، پدروی یکم برزیل، استقلال برزیل از پرتغال را اعلام کرد.